# Kazuya Matsuda
Kazuya Matsuda (født 25. august 1973) er en tidligere japansk fodboldspiller.
Han har spillet for flere forskellige klubber i sin karriere, herunder Gamba Osaka.